# Tomophyllum subsecundodissectum
Tomophyllum subsecundodissectum är en stensöteväxtart som först beskrevs av Heinrich Zollinger, och fick sitt nu gällande namn av Barbara S. Parris. Tomophyllum subsecundodissectum ingår i släktet Tomophyllum och familjen Polypodiaceae. Inga underarter finns listade.